# Stadio Libero Liberati
Lo stadio Libero Liberati è uno stadio di calcio della città italiana di Terni.
Costruito nel 1969 dando seguito a un'idea risalente agli anni trenta, è intitolato al motociclista Libero Liberati. Ospita le gare interne del maggior club cittadino, la Ternana.

## Storia
Negli anni sessanta la Ternana decise di dismettere il vecchio stadio Viale Brin, ormai troppo piccolo e vetusto per le esigenze della squadra.
Il comune di Terni commissionò pertanto all'ingegnere Leopoldo Baruchello, già autore del progetto dello stadio Marcantonio Bentegodi di Verona, lo studio per la costruzione di un nuovo impianto nel quartiere San Martino-Dalmazia, ove fin nel 1930 il piano regolatore generale della città aveva previsto la destinazione d'uso sportiva.
Baruchello scelse di dare al costruendo impianto (che venne poi intitolato al motociclista Libero Liberati, vincitore del motomondiale 1957 per la classe 500, poi morto in un incidente stradale nel 1962) una struttura insolita per gli standard italiani: conformò gli spalti su una planimetria ellittica a tre livelli (o "anelli") sovrapposti (con un ulteriore soppalco sul lato occidentale, ove venne ricavata la tribuna stampa) e le "curve" prive della sezione centrale. Il progetto ebbe inoltre una valenza polisportiva, poiché attorno al campo da calcio venne anche tracciata una pista di atletica leggera.

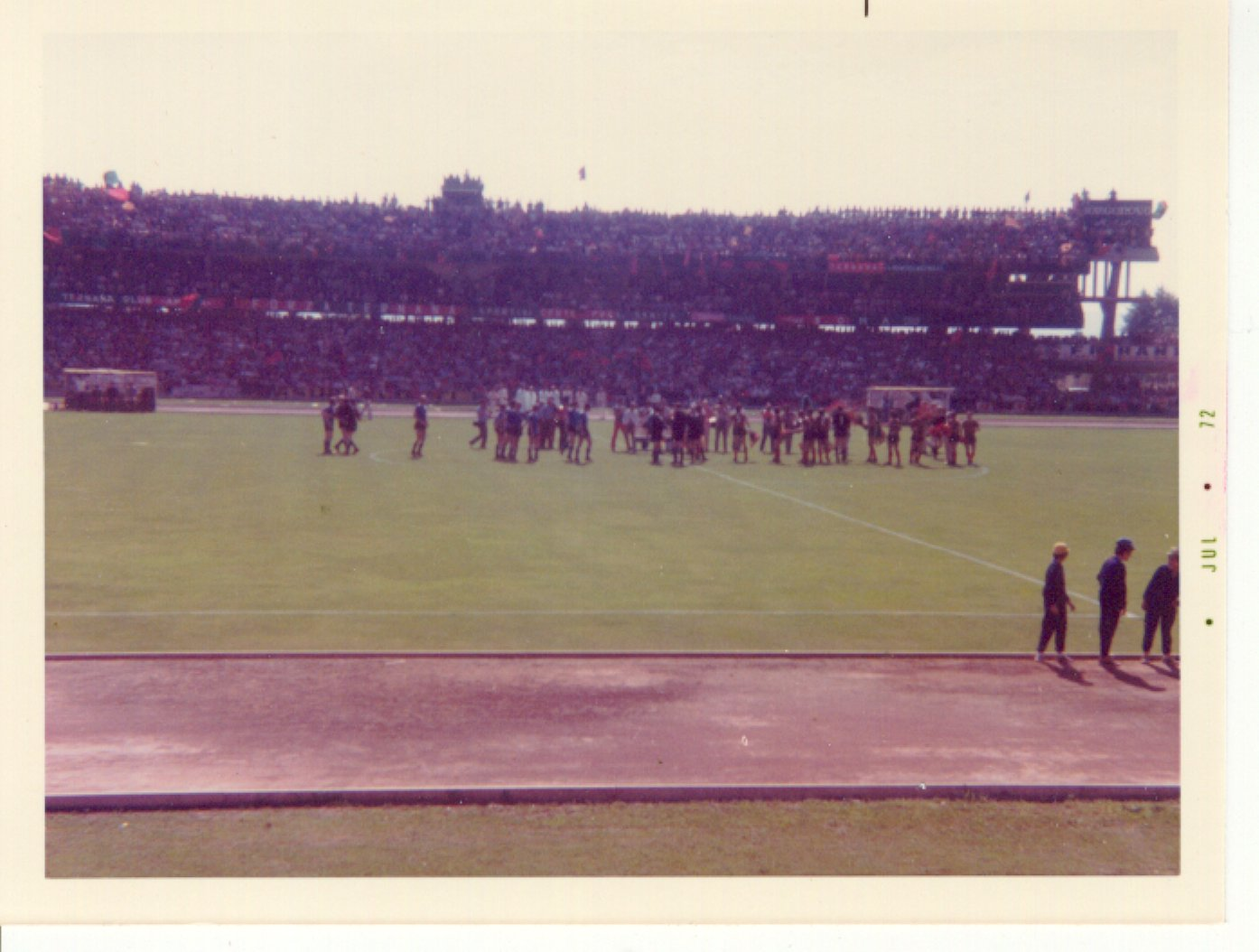
Le tribune del Liberati gremite il 18 giugno 1972, per lo storico approdo della Ternana in Serie A.

Terminati i lavori, lo stadio inaugurato il 24 agosto 1969 con la disputa di un'amichevole tra la Ternana e i brasiliani del Palmeiras.
Nel 1974 vennero aggiunte ulteriori gradinate nello spazio vuoto della curva ovest; poco dopo si provvide a smantellare la pista di atletica. Nel 1975 alcuni esuli cileni ospitati a Terni realizzarono dei murales commemoranti il golpe cileno del 1973.

Un'immagine di Ternana-Milan del 1º ottobre 1972.

In origine gli spalti erano capaci di sostenere affluenze di pubblico assai cospicue: durante un Ternana-Roma di Serie A lo stadio registrò la sua massima affluenza, con 35.316 spettatori . I successivi irrigidimenti delle normative di sicurezza hanno poi via via limitato la capienza massima, finanche al di sotto dei 20.000 posti.

### Ristrutturazione
Nel 2008 sono stati installati i tornelli lungo tutto il perimetro dello stadio e posizionate numerose telecamere a circuito chiuso.
Nel marzo 2012 è stato presentato al comune ternano e al club rossoverde un progetto dell'ingegner Corradi, dove viene illustrato il "Liberati del futuro" senza barriere, senza fossati, con tutti i settori formati da un'unica struttura (unendo i tre anelli esistenti, vicinissimi al campo di gioco) e molti altri cambiamenti, per un costo di 3 milioni di euro.
Ad inizio giugno l'allora patron Longarini, incontratosi con Corradi, ha avanzato un'evoluzione del progetto iniziale. Le modifiche riguardano il trasferimento della sede societaria in una struttura tra le curve est e sud, due Sky Box, copertura delle tribune A e B con pannelli fotovoltaici, megaschermo e due ascensori esterni alla tribuna A; il costo si aggira intorno agli 8 milioni di euro mentre i tempi di realizzazione sui due anni.
L'8 giugno, la Ternana e il comune prolungano la convenzione per l'utilizzo dello stadio, assicurando nell'immediato tutti gli interventi utili all'adeguamento dello stesso per disputare senza problemi la Serie B (potenziamento illuminazione, servizi igienici e videosorveglianza) con un costo pari a 550 000 euro; il progetto di restyling è stato posticipato alla successiva estate per motivi di tempo necessario alla realizzazione, in quanto questo comporterebbe la disputa delle gare interne senza gran parte del pubblico o addirittura in un altro impianto. Il manto erboso naturale misto sintetico è competenza della società in quanto escluso dalla convenzione.

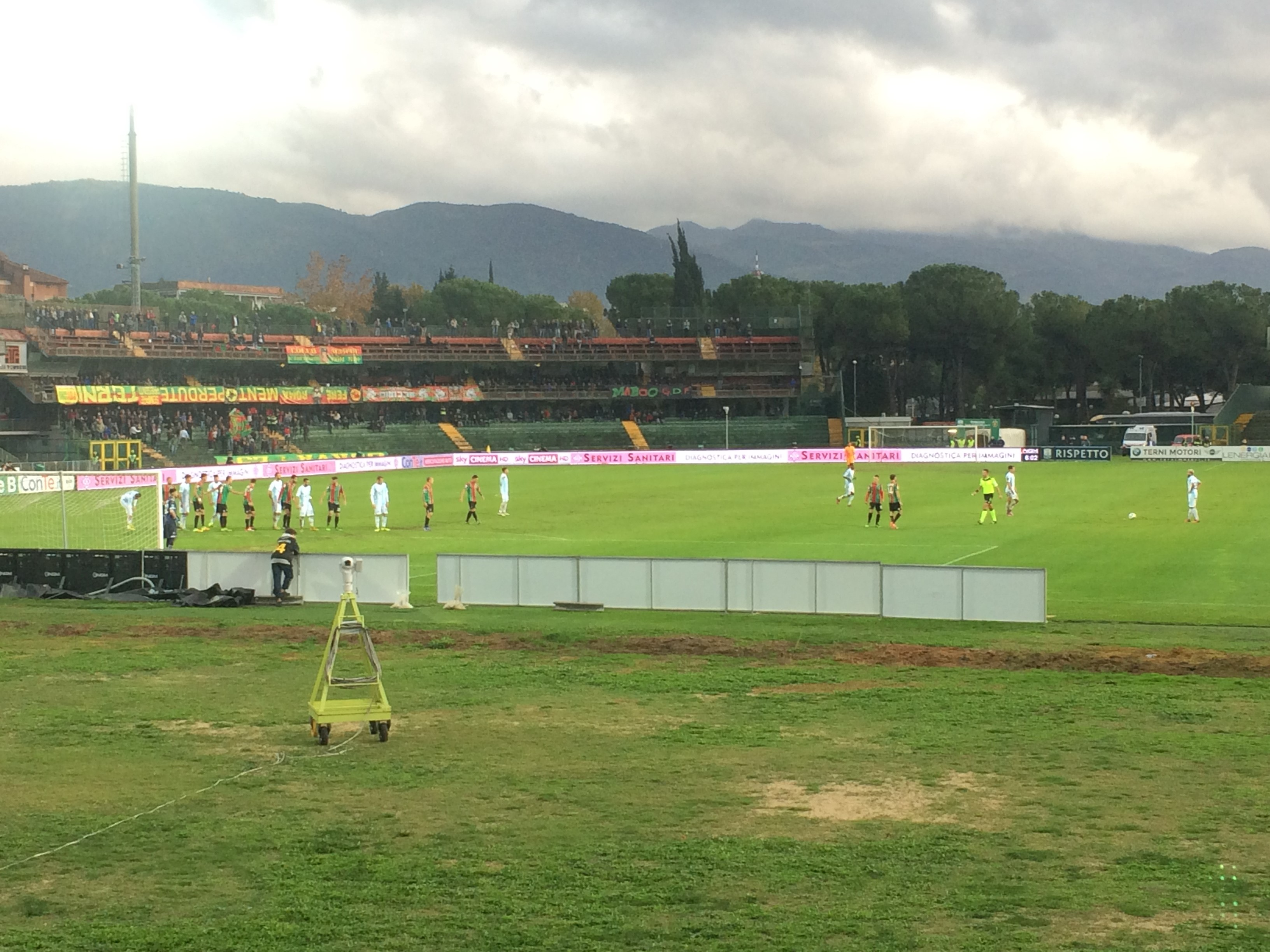
Vista del campo dal settore ospiti (2016)

Ad inizio luglio viene dato alla Ternana il via libera ai lavori da parte del comune per la sostituzione del manto erboso naturale, che durava da quarant'anni, con quello di ultima generazione PowerGrass – naturale rinforzato col sintetico –, per un costo di 600 000 euro pagati dalla società rossoverde. Il vecchio campo è stato frazionato in piccole zolle e venduto agli appassionati e ai tifosi ternani per 5 euro, devoluti poi in beneficenza alla Caritas diocesana e all'associazione di volontariato San Martino di Terni.
A settembre 2012 sono terminati i lavori di rifacimento del terreno di gioco e di messa a norma dell'impianto, eseguiti dopo la promozione della Ternana in Serie B, che hanno portato la capienza totale pari a 17.460 posti a sedere.
Il 22 febbraio 2014 la giunta comunale della città ha intitolato la curva est del Liberati a Corrado Viciani, allenatore della Ternana negli anni settanta, scomparso poche settimane prima.
Un ulteriore intervento adeguativo, atto a conformare lo stadio ai criteri infrastrutturali della Serie B è stato attuato nell'estate del 2018: si è provveduto a sostituire i seggiolini esistenti e a dotarne anche i settori ancora sprovvisti.

## Settori
Capienza complessiva: tutti i posti sono dotati di seggiolino numerato.
| Settore                         | Posti prima del 2012 | Posti a sedere a seguito della nuova legge sui criteri infrastrutturali |
| ------------------------------- | -------------------- | ----------------------------------------------------------------------- |
| Curva Est (Tifosi locali)       | 3.345                | 2.450                                                                   |
| Curva Sud                       | 3.345                | 2.450                                                                   |
| Curva Nord (Tifosi locali)      | 3.345                | 2.450                                                                   |
| Curva Ovest (Ospiti)            | 3.345                | 2.450                                                                   |
| Tribuna A - Distinti A - Stampa | 3.492                | 2.550                                                                   |
| Tribuna B - Distinti B          | 3.400                | 2.645                                                                   |
| Curva San Martino (chiusa)      | 1.728                | 0                                                                       |
| Totale                          | 22.000               | 14.995                                                                  |

## Eventi sportivi

### Calcio

#### Incontri della nazionale italiana
Lo stadio Libero Liberati è stato sede di due incontri amichevoli della nazionale di calcio dell'Italia: il primo, disputato il 13 febbraio 1991 contro il Belgio e terminato con il punteggio di 0-0; il secondo, giocato il 24 gennaio 1996 contro il Galles e terminato con il punteggio di 3-0 in favore degli Azzurri.

## Concerti
- 1978 - Antonello Venditti
- 1980 - Rockets
- 1980 - Claudio Baglioni
- 1981 - Lucio Dalla
- 1982 - Pooh
- 1986 - Antonello Venditti
- 1990 - Renzo Arbore
- 1996 - Elio e le Storie Tese
- 2000 - Francesco Guccini
- 2005 - Vasco Rossi (Buoni o Cattivi Tour)
- 2006 - Massimo Ranieri
- 2008 - Gigi D'Alessio[senza fonte]

## Il Liberati nella cultura di massa

Prepartita di Ternana-Gubbio, nella Serie C2 1988-1989.

Alcune scene del film del 1974 "L'arbitro" con Lando Buzzanca sono state girate allo stadio Liberati.
Nel 1998 è stato girato interamente a Terni e al Liberati il video-presentazione del gioco per PlayStation "This Is Football" uscito nel 1999.